# Tercer Gobierno Saavedra
El Tercer Gobierno Saavedra es la composición del gobierno de las Islas Canarias desde el 24 de julio de 1985, hasta el 6 de agosto de 1987 durante la I legislatura del Parlamento de Canarias. Estuvo presidido por Jerónimo Saavedra.

## Historia
Las Elecciones al Parlamento de Canarias de 1983 se celebraron el 8 de mayo. En ellas el PSOE fue el partido más votado, y tras llegar a un acuerdo parlamentario con la Asamblea Majorera, Agrupación Gomera de Independientes y con la Agrupación Herreña Independiente, su candidato, Jerónimo Saavedra, fue investido primer presidente autonómico electo de Canarias.
El 22 de junio Saavedra dimite del cargo de Presidente del Gobierno de Canarias después de que la oposición en la cámara regional aprobase un informe negativo a la entrada de Canarias en la CEE. La intención de su dimisión fue llegar a un acuerdo sólido con los grupos de izquierda del Parlamento para conformar un nuevo gobierno, estos serían Asamblea Majorera, PCE y Partido de la Revolución Canaria. Finalmente, el 17 de julio es elegido de nuevo Presidente, nombrando a su nuevo gobierno (el tercero en casi 3 años) el 24 de julio de 1985.
El gobierno estuvo formado por 10 consejerías en total y 1 vicepresidencia.

## Composición

### Inicial
| Función                                                            | Titular | Titular                     | Partido |
| ------------------------------------------------------------------ | ------- | --------------------------- | ------- |
| Presidente del Gobierno                                            |         | Jerónimo Saavedra Acevedo   | PSOE    |
| Vicepresidente                                                     |         | Juan Alberto Martín Martín  | PSOE    |
| Consejero de Industria y Energía                                   |         | Juan Alberto Martín Martín  | PSOE    |
| Consejero de la Presidencia                                        |         | Manuel Álvarez de la Rosa   | PSOE    |
| Consejero de Agricultura, Ganadería y Pesca                        |         | Juan Manuel Hernández Abreu | PSOE    |
| Consejero de Cultura y Deportes                                    |         | Felipe Pérez Moreno         | PSOE    |
| Consejero de Educación                                             |         | Luis Balbuena Castellano    | PSOE    |
| Consejero de Hacienda                                              |         | Óscar Bergasa Perdomo       | PSOE    |
| Consejero de Obras Públicas                                        |         | José Medina Jiménez         | PSOE    |
| Consejero de Ordenación del Territorio, Urbanismo y Medio Ambiente |         | Javier Domínguez Anadón     | PSOE    |
| Consejero de Trabajo, Sanidad y Seguridad Social                   |         | Alberto Guanche Marrero     | PSOE    |
| Consejera de Turismo y Transportes                                 |         | María Dolores Palliser Díaz | PSOE    |